# IN-Tower
Der IN-Tower ist ein Hochhaus in Ingolstadt, es ist mit 50 Metern eines der höchsten Gebäude der Stadt. Der Bau des 30 Millionen Euro teuren Projekts wurde Ende 2018 abgeschlossen, 2019 wurde es mit dem Award Deutscher Wohnungsbau ausgezeichnet. In unmittelbarer Nähe befindet sich der Nordbahnhof.